# Andrejus Zadneprovskis
Andrejus Zadneprovskis (nascut el 31 d'agost de 1974 a Kaliningrad, República Socialista Federada Soviètica de Rússia (en rus: Андрей Заднепровский, Andrei Zadneprovskiy) és un pentatleta modern lituà retirat que va guanyar la medalla de plata als Jocs Olímpics d'Estiu de 2004 a Atenes, Grècia així com la medalla de bronze als Jocs Olímpics d'Estiu de 2008 a Pequín. Zadneprovskis va guanyar la medalla d'or en els Campionats de Món de Pentatló Moderns l'any 2000 i el 2004. També va guanyar la medalla de bronze als Campionats de Món de Pentatló Moderns 2006 a Guatemala. El 2010 es va retirar d'esport a causa de problemes de salut.
El 2009 es va casar amb la pentatleta modern Laura Asadauskaitė, qui va guanyar la medalla d'or a la Jocs Olímpics d'Estiu de 2012. Tenen filla que va néixer el 2010. També té una filla amb la seva ex-xicota.
El 2012 Zadneprovskis va ser elegit executiu d'UIPM. El 2014 Zadneprovskis va esdevenir president de la Federació de Tennis de Lituània.